# Liberapay
Liberapay是2015年在法国成立的一个非营利性质的订阅支付平台。

## 历史
Liberapay于2015年在法国成立，是现已倒闭的美国平台Gratipay.com（最初名为Gittip）的一个分支。Gratipay.com平台在面临法律问题后产生了变革。
Liberapay最初仅支持欧元，但在Gratipay宣布即将关闭后增加了对美元的支持，并在此后一年中支持了其他31种货币。
2018年，Mangopay不再为Liberapay提供支付处理服务，Liberapay于是新增了另外两种支付方式，但平台的运行方式也被迫改变。同年，Medium以该组织发布有关加密货币的文章为由暂停其博客帐户，不过上诉六小时后账户被恢复。

## 技术细节
除支付结算方索取的费用外，该服务不对捐赠收取任何费用，而是通过其本身处理的针对本服务的捐赠为自身活动提供资金。截至2020年10月，Liberapay使用PayPal和Stripe作为支付渠道。
Liberapay上的知名项目包括Archive.today、《韦诺之战》、GIMP、Matrix和《Pepper&Carrot》。
Liberapay与营利性平台Patreon相似，但其不允许创作者专门回馈打赏人，因为交易性质的不同会改变税款。例如，Patreon对来自欧盟内的所有付款收取增值税，而Liberapay不收取。